# I. e. 450
Évszázadok: i. e. 6. század – i. e. 5. század – i. e. 4. század
Évtizedek: i. e. 500-as évek – i. e. 490-es évek – i. e. 480-as évek – i. e. 470-es évek – i. e. 460-as évek – i. e. 450-es évek – i. e. 440-es évek – i. e. 430-as évek – i. e. 420-as évek – i. e. 410-es évek – i. e. 400-as évek
Évek: i. e. 455 – i. e. 454 – i. e. 453 – i. e. 452 –  i. e. 451 – i. e. 450 – i. e. 449 – i. e. 448 – i. e. 447 – i. e. 446 – i. e. 445

## Események
- az utolsó (tengeri) csata a görög-perzsa háborúban a ciprusi Szalamisznál görög győzelemmel
- a Kalliász-féle béke a görögök és a perzsák között
- második decemviri
- elkészülnek a tizenkét táblás törvények (leges Duodecim Tabularum)